# Oecetis testacea
Oecetis testacea – gatunek owada z rzędu chruścików i rodziny Leptoceridae. Larwy prowadzą wodny tryb życia, są drapieżne, budują przenośne domki.
Jest to gatunek występujący w prawie całej Europie (bez wschodnich Bałkanów, Karpat, Islandii), larwy spotykane w jeziorach, rzekach i strumieniach. Limnebiont, wydaje się, że preferuje jeziora lobeliowe lub o niskiej trofii.
Na Pojezierzu Pomorskim kilka larw złowiono w dwóch jeziorach lobeliowych: Cechyńskie Małe i Cechyńskie Wielkie, na dnie mulistym, dnie piaszczystym i izoetydach, zaś na Poj. Mazurskim jedynie w jez. Jełguń.
W Finlandii jest pospolity, występuje lokalnie w jeziorach, stawach i rzeczkach, w Karelii stwierdzany w lambinach, rzadko notowany w jeziorach łotewskich, w słaboeutroficznych i dystroficznych. W Niemczech liczniej poławiany w oligotroficznej części jezior, zasiedlający wody stojące, rhitral i potamal.